# Gordania pajarella
Gordania pajarella är en kräftdjursart som först beskrevs av J. L. Barnard 1967.  Gordania pajarella ingår i släktet Gordania och familjen Stegocephalidae. Inga underarter finns listade i Catalogue of Life.